# جزيرة نونيفاك
جزيرة نونيفاك (بالإنجليزية: Nunivak)‏ هي جزيرة في شرق ألاسكا في الولايات المتحدة الأمريكية.
وهي جزيرة بركانية مغطاة بتربة صقيعية.
تقع على بعد 48 كم من دلتا نهري يوكون وكوسكوكويم في ولاية ألاسكا.
مساحتها 4226 كم مربع وهي ثاني أكبر جزيرة في بحر بيرنغ وثاني أكبر جزيرة في الولايات المتحدة.
طولها 76 كم وعرضها 106 كم وتعدادها السكاني 191 في عام 2010. ويعيش جميع السكان في مدينة ميكوريوك الساحلية الشمالية.